# Sikulsko
Sikulsko (maďarsky Székelyföld, rumunsky Ținutul Secuiesc, latinsky Terra Siculorum, německy Szeklerland) je označení historického území ve středním Rumunsku, v Sedmihradsku, které obývá maďarská etnická skupina Sikulů (přibližně 670 000 osob).

## Historie
Podle maďarské legendy je původ sikulských Maďarů spojen s příchodem Attilových Hunů na území Sikulska. Ve skutečnosti je dodnes původ Sikulů tématem mnoha debat a výzkumů.
Od středověku bylo území součástí Uher a spravoval ho tzv. Sikulský sněm, v němž vedle Maďarů měli zástupce i místní Němci. Sněm nebyl součástí vládních orgánů Uherského království, takže se těšil velké míře nezávislosti. Od 12. století do roku 1867 tak bylo Sikulsko autonomním celkem Uher. Roku 1867 došlo tzv. rakousko-uherskému vyrovnání a v rámci modernizace uherského župního systému sikulský autonomní celek zanikl a byl rozdělen do několika žup.
V prosinci 1918 se dohodli rumunští zástupci ze Sedmihradska s rumunskou vládou na připojení celého území včetně Sikulska k Rumunsku. Mezinárodně byl tento akt posvěcen Trianonskou smlouvou v roce 1920. Rumunština oficiálně nahradila maďarštinu, ale Rumunsko zaručilo neměnnost hranic Sikulska, Sékelové si mohli volit vlastní místní zástupce a maďarština zůstala vyučovacím jazykem na sikulských školách.
V roce 1940 bylo Rumunsko donuceno druhou vídeňskou arbitráží vydat část Sedmihradska včetně Sikulska Maďarsku. Sékelové se tak na pár let stali součástí státu, kde opět Maďaři tvořili vládnoucí elitu. Po skončení druhé světové války se obnovila předválečná hranice a oblast připadla znovu Rumunsku.
V roce 1952 vznikla na většině území Sikulska Maďarská autonomní oblast, ale při správní reformě v roce 1968 byla autonomní oblast opět zrušena. Sikulsko bylo rozděleno do několika žup, jejichž hranice odpovídají dnešnímu stavu. Po pádu komunismu se Maďaři v Rumunsku začali dožadovat obnovení autonomní oblasti v Sikulsku. Jejich snahám nebyla rumunská vláda nakloněna a autonomii Sikulům odepřela. Iniciativy požadující autonomii Sikulska na Rumunsku jsou aktivní dodnes.
2. února 2009 rumunský prezident Traian Băsescu po jednání se svým maďarským protějškem v Budapešti prohlásil, že Sikulsko nikdy nebude mít územní autonomii, protože Rumunsko je jednotný národní stát.

## Obyvatelstvo
Rozloha historického území je zhruba 13 000 km². Populace Sikulska čítala podle sčítání lidu z roku 2002 809 000 osob. Z toho 612 043 obyvatel se přihlásilo k maďarské národnosti. Celkově tak tvoří 75,65 % celkové populace Sikulska. Nejvíce tzv. Sikulů žije v župě Harghita (maďarsky: Hargita) a Covasna (maďarsky: Kovászna). Tvoří zde většinu obyvatelstva s 84,6 % respektive 73,8 % populace. Menší počet Sikulů obývá župu Mureș (maďarsky: Maros) s 39,3% maďarské populace.
Historickým centrem Sikulska je Târgu Mureș (Marosvásárhely). Dalšími významnými sídly jsou Miercurea Ciuc (Csíkszereda), Sfântu Gheorghe (Sepsiszentgyörgy) a Odorheiu Secuiesc (Székelyudvarhely).

## Galerie

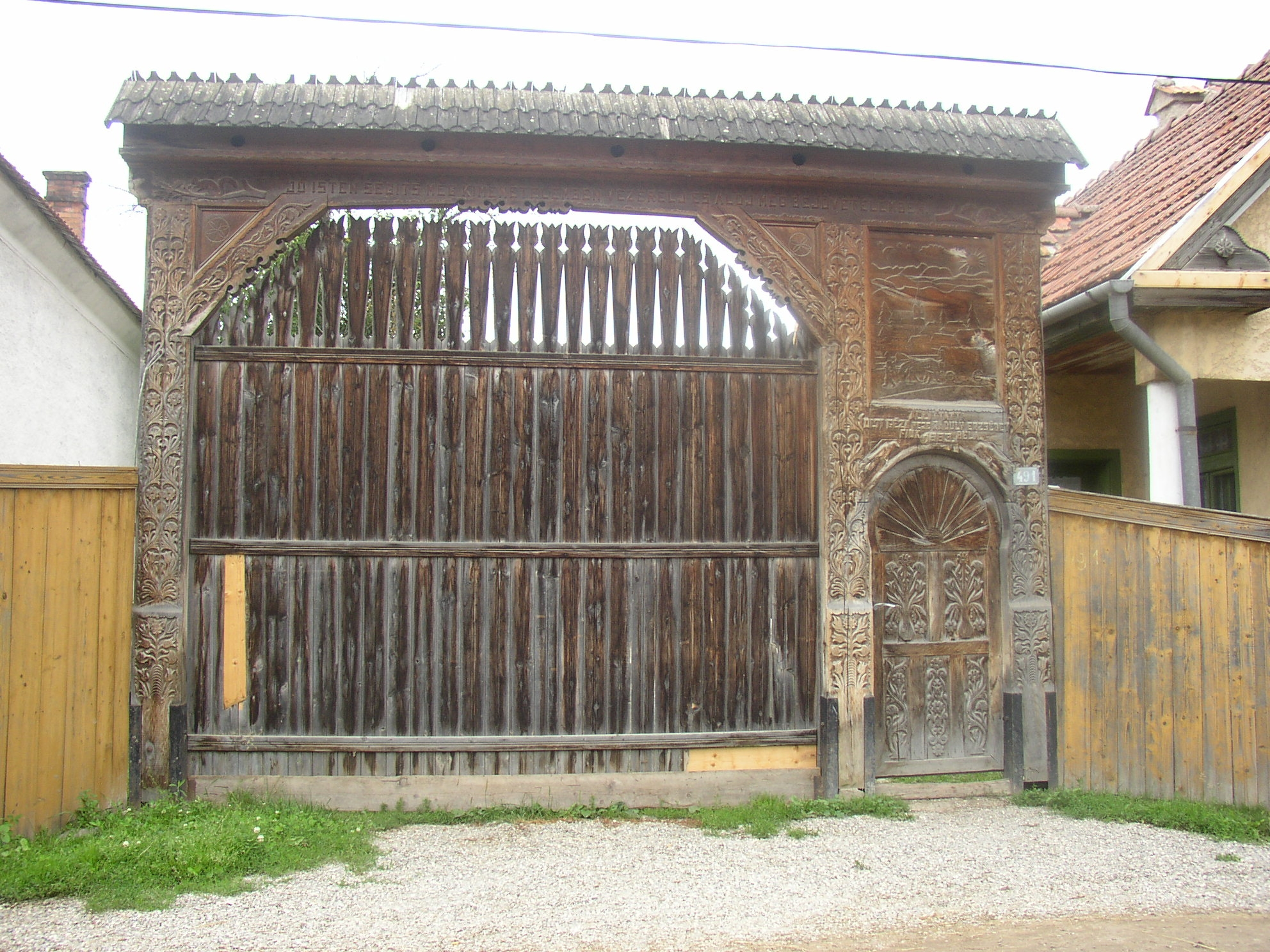
Vyřezávaná brána selského dvora v Siculeni
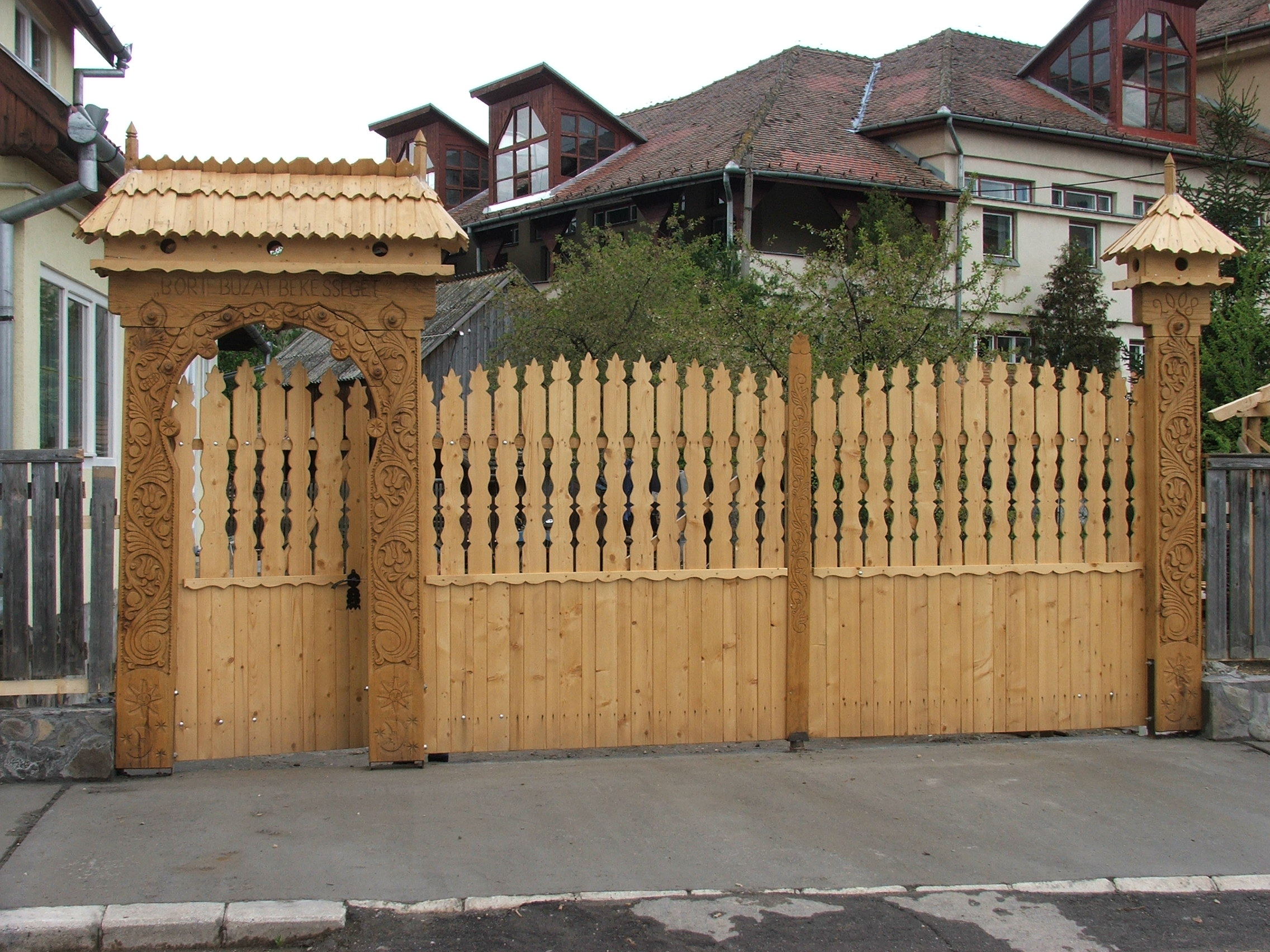
Novodobá vyřezávaná vrata rodinného domu v Covasně
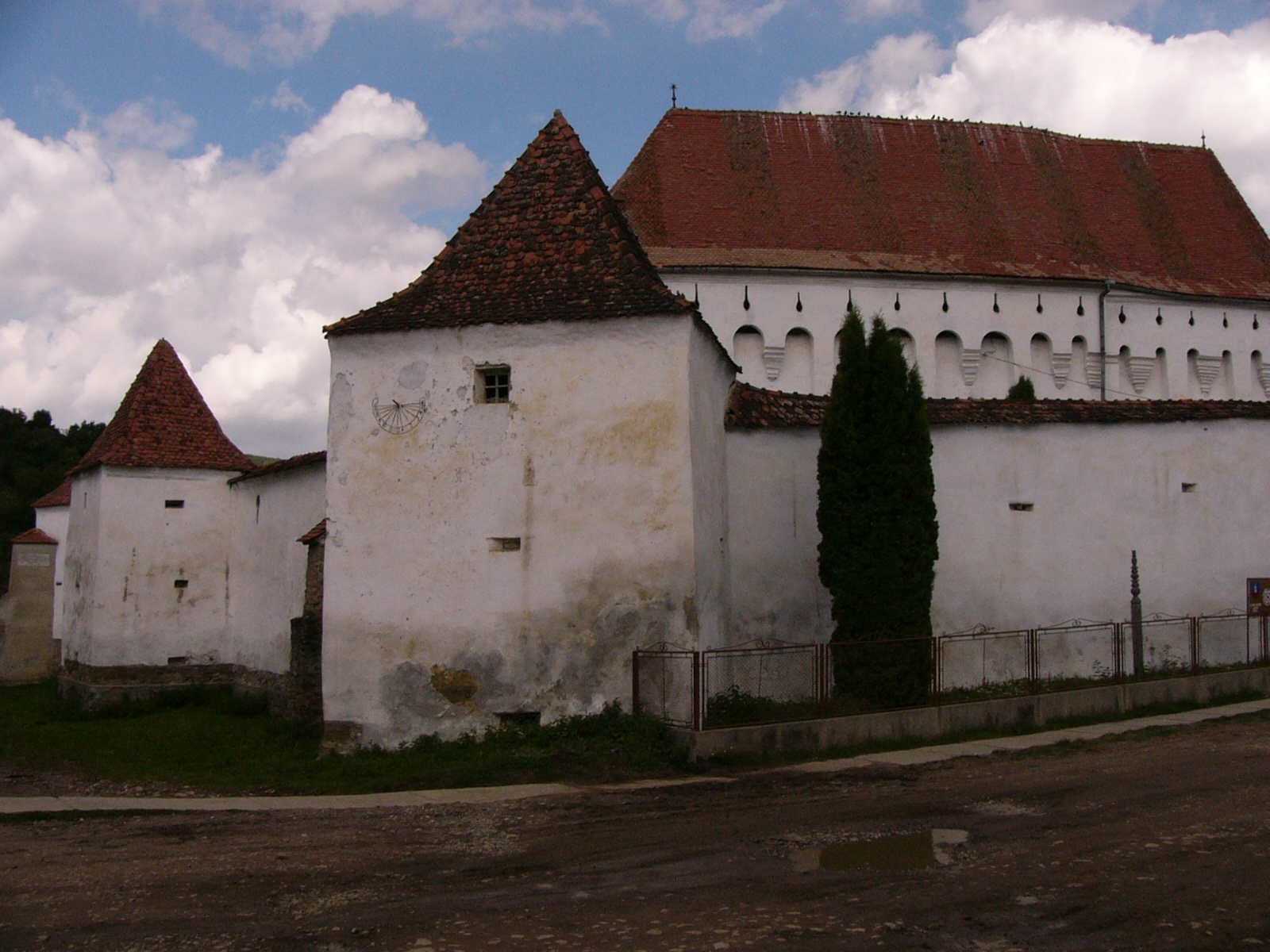
Vesnice s opevněným unitářským kostelem v Dârjiu (zapsán na seznamu UNESCO)
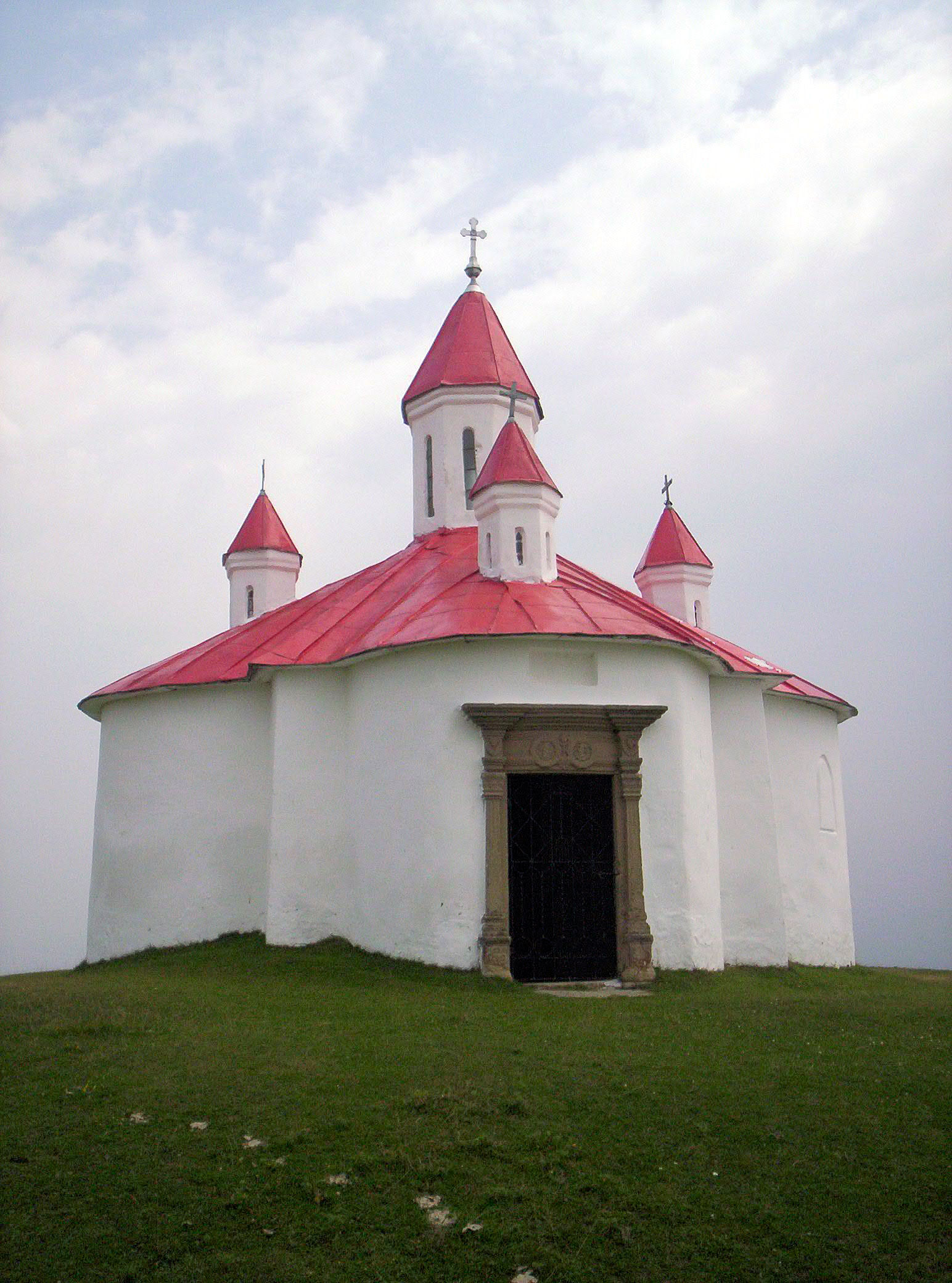
Kaple sv. Štěpána v Sânzieni
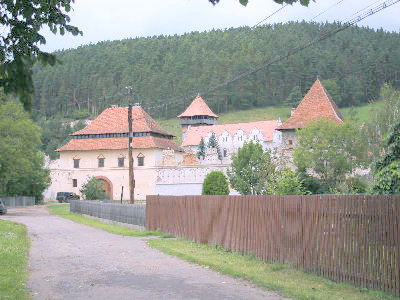
Hrad Lázár
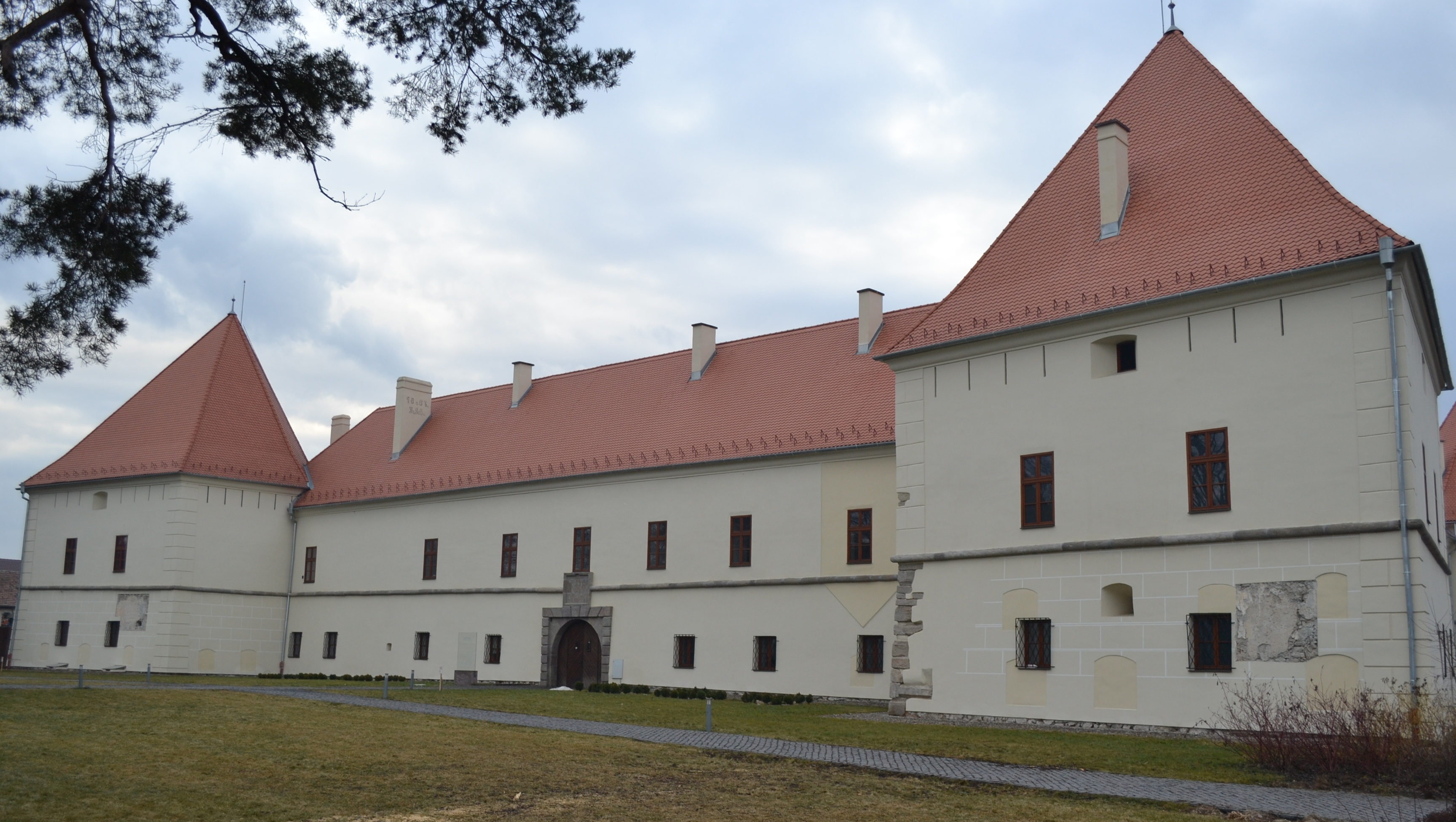
Hrad Mikó
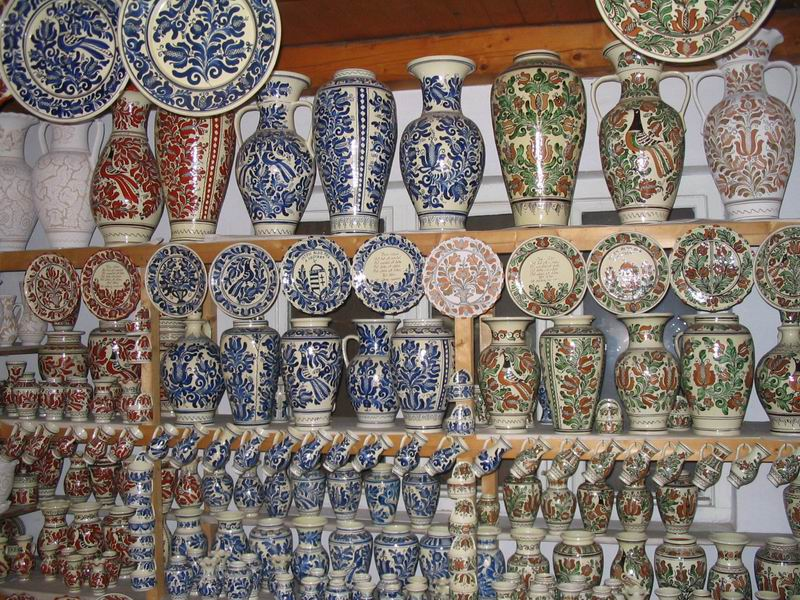
Sikulská malovaná keramika
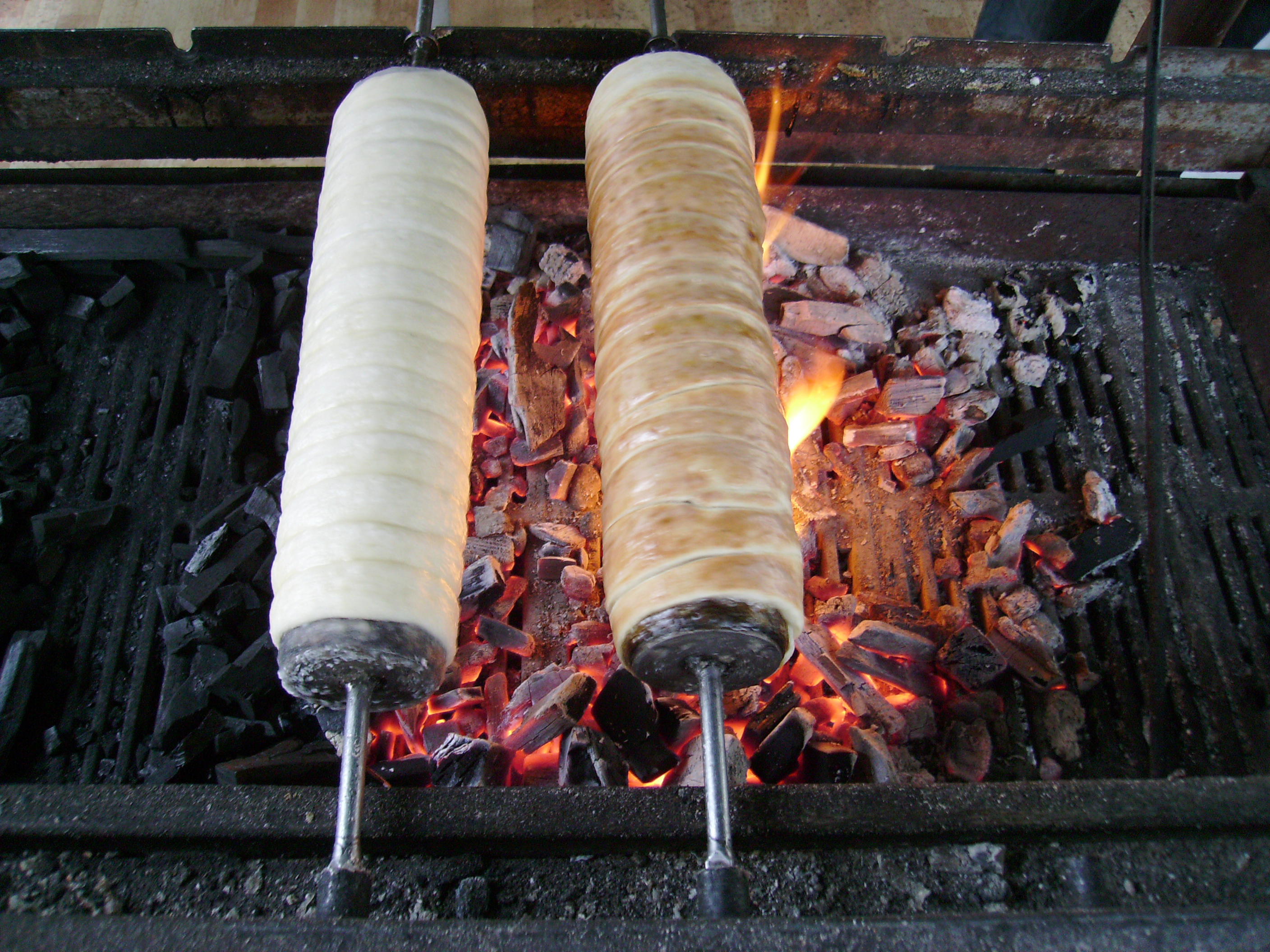
Kürtőskalács (trdelník), tradiční sikulská pochoutka
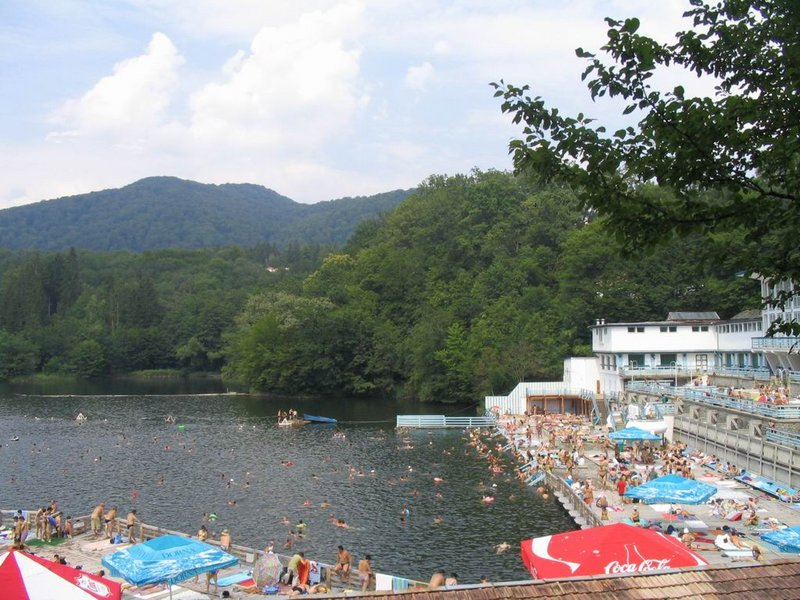
Slané jezero v Sovatě
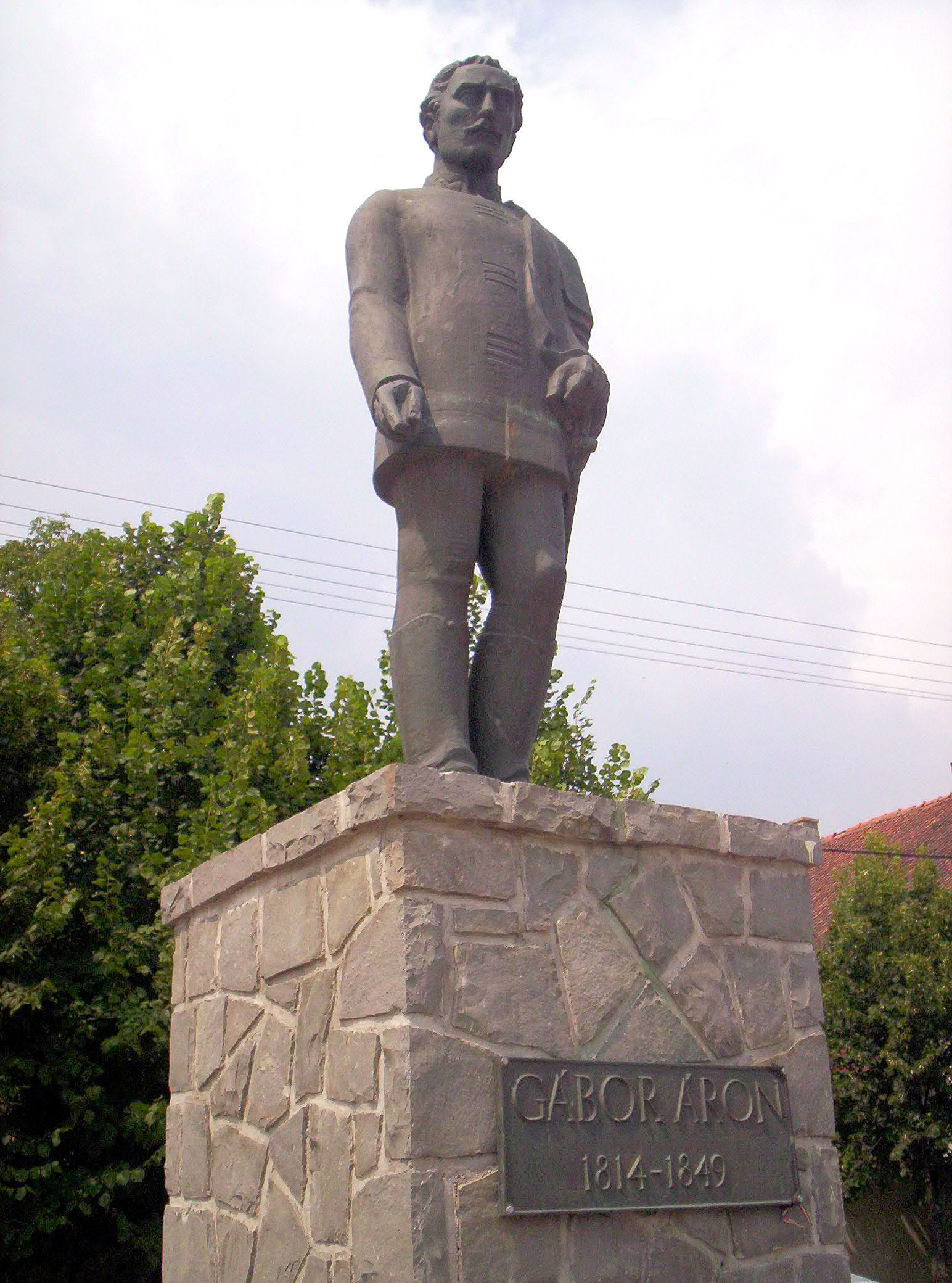
Socha revolučního velitele Árona Gábora v Bretcu
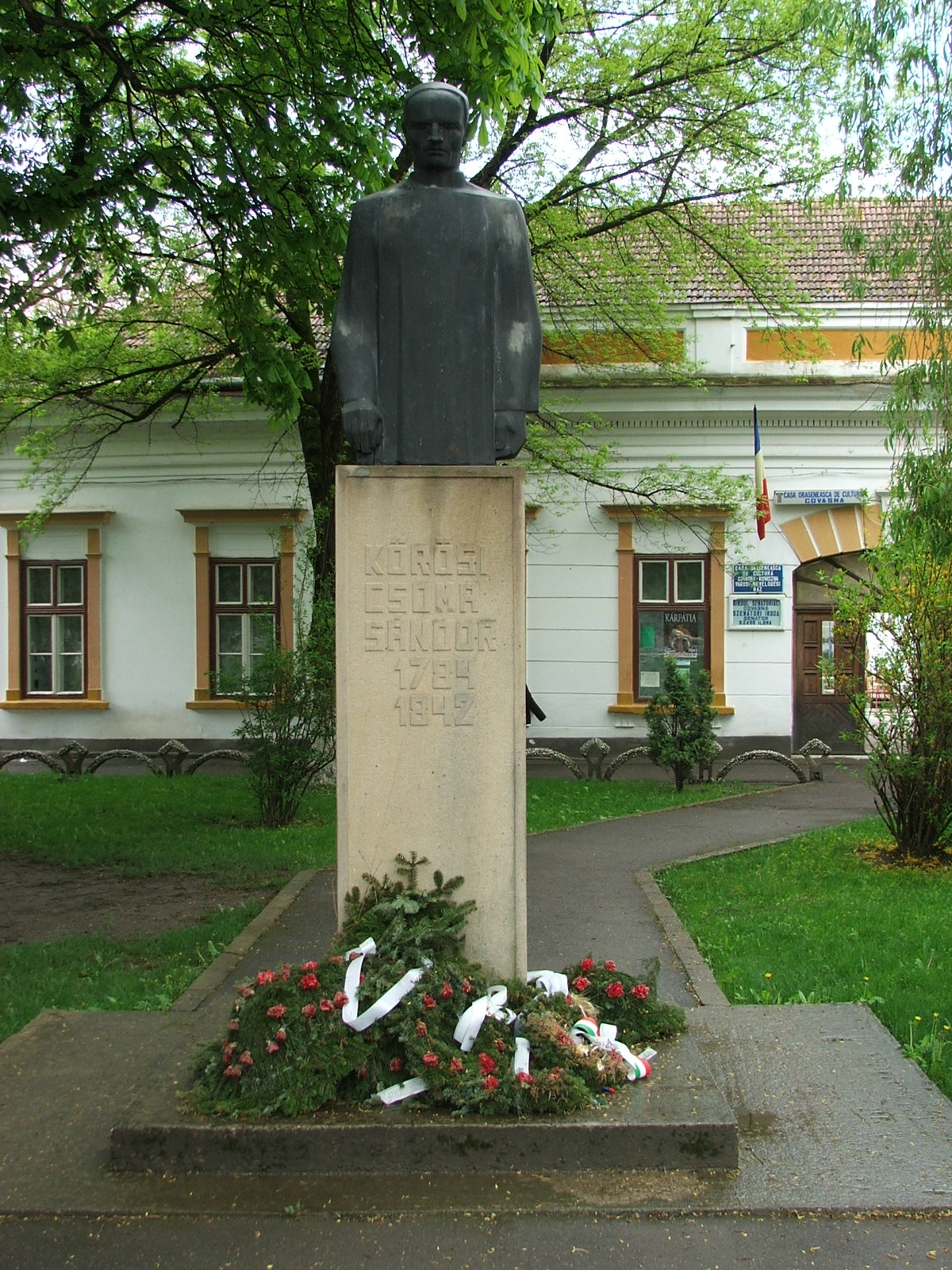
Socha filologa Alexandera Csoma de Kőröse v Covasně
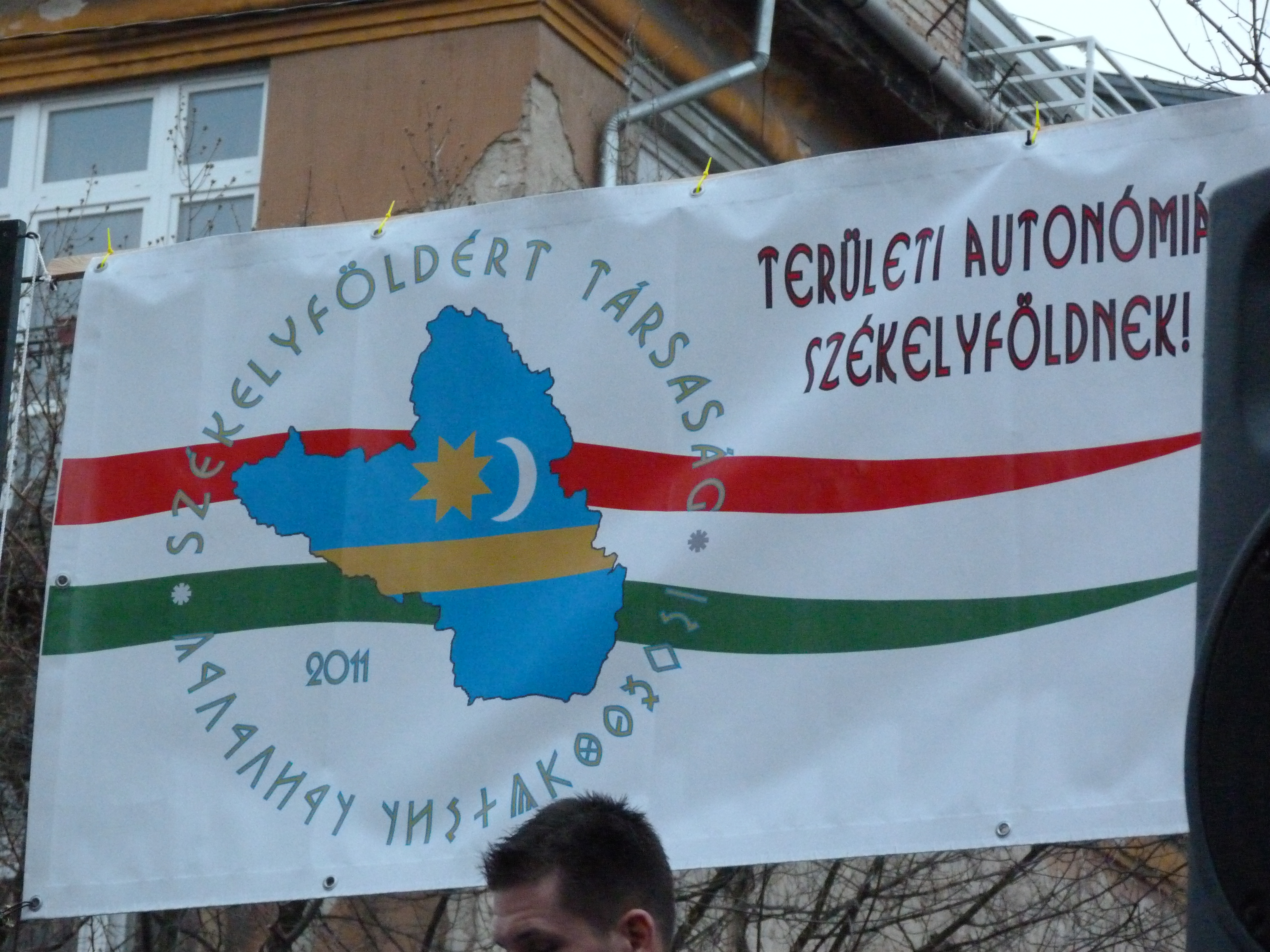
Transparent na demonstraci „Den nezávislosti Sikulska“, 10. března 2013